# Clausthalite
La clausthalite est une espèce minérale formée de séléniure de plomb de formule PbSe avec des traces de Hg, Co, Cu. Elle fait partie du groupe de la galène. Minéral relativement répandu mais rare de par sa quantité.

## Inventeur et étymologie
Décrit incomplètement par Gabriel Delafosse en 1825, c'est la description de François Sulpice Beudant en 1832 qui fait référence, le nom initial était clausthalie, nom dérivé du topotype Clausthal, une ville minière du Harz.

## Cristallographie

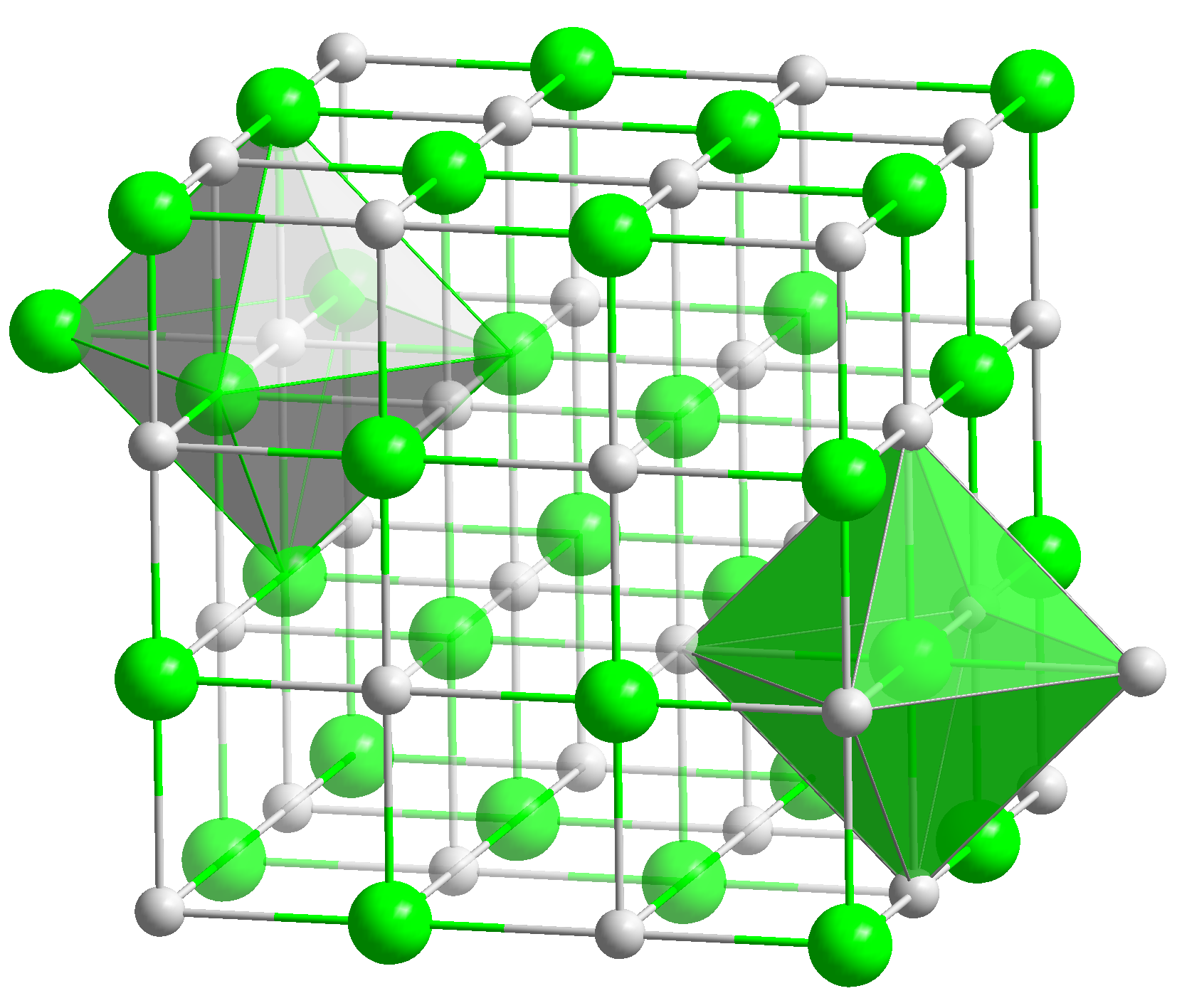
Structure cristalline de la clausthalite

- Paramètres de la maille conventionnelle : a = 6,147 Å, Z = 4 ; V = 232,27 Å3
- Densité calculée = 8,18
- Taille de la maille : a = 6,124 3 Å,
- Habitus : peut parfois s'avérer cubique mais le plus souvent, très grossier ou en cristaux automorphes. Se trouve parfois en feuillets.
- Il est isostructurel avec la galène.

## Cristallochimie
- Forme une série avec la galène.
- Fait partie du groupe de la galène.

### Groupe de la galène
Minéraux ayant le même groupe d’espace 
{\displaystyle Fm{\bar {3}}m}, la même structure isométrique de formule générique AX. 
- A pouvant être : l’antimoine, le bismuth, le calcium, le fer, le manganèse, le magnésium, le palladium, le platine, le plomb.
- X pouvant être le soufre, le sélénium et ou le tellure.

- Altaïte PbTe
- Alabandite MnS
- Borovskite Pd3SbTe4
- Clausthalite PbSe
- Crérarite (Pt,Pb)Bi3(S,Se)4-x(x~0.7)
- Galène PbS
- Keilite (Fe,Mn, Mg,Ca,Cr)S
- Niningérite (Mg,Fe,Mn)S
- Oldhamite (Ca,Mg,Fe)S

## Gîtologie
Origine hydrothermale est le résultat d'une sédimentation du  gypse et de mercure dans des dépôts pauvres en soufre.

### Minéraux associés
Berzélianite, klockmannite, mercure, or, stibiopalladinite, tiemannite, umangite, uraninite

## Synonymes
- clausthalie (Beudant 1832) [4]
- plomb sélénié (Delafosse 1825) [5]
- tilkerodite (Haidinger) Initialement décrite comme variété cobaltifère de clausthalite elle n'est plus considérée que comme un synonyme; le nom dérive du topotype Tilkerode dans le Harz Allemagne[6].
- zorgite (Brooke  et Miller 1852) Initialement décrite comme variété cuprifère de clausthalite elle n'est plus considérée que comme un synonyme; le nom dérive du topotype Zorge dans le Hatrz Allemagne[7]

## Mélange

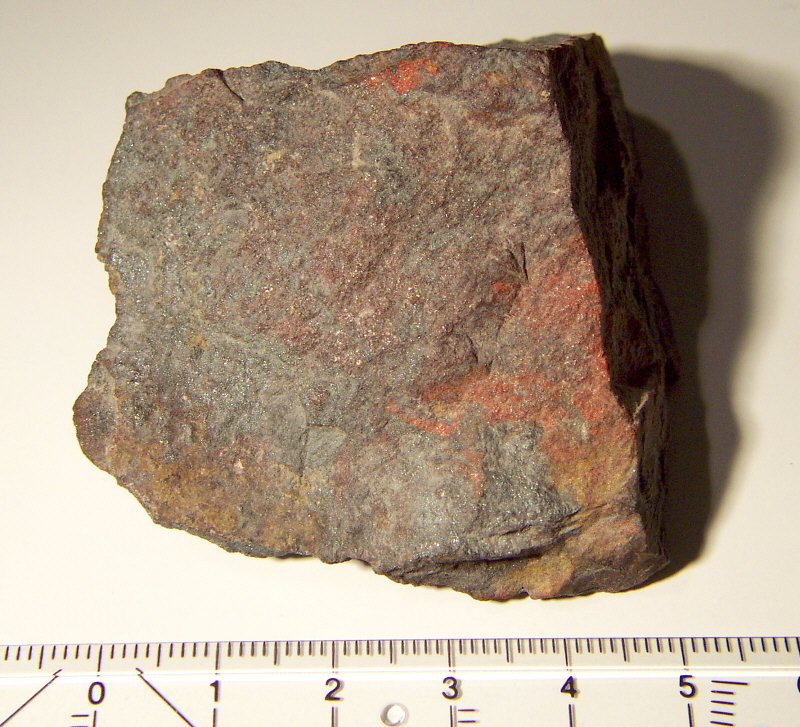
Lerbachite

- Lehrbachite : Mélange de clausthalite, tiemannite de formule idéale (Hg, Pb)Se

## Gisements
- Allemagne

Carrière Greywacke, Rieder, Gernrode, Harz, Saxe-Anhalt
- Argentine

La Rioja
Mendoza
- Australie

Nouvelle-Galles du Sud
Territoires du Nord
Tasmanie
Australie-Occidentale
- Autriche

Styrie
- Belgique

Province du Luxembourg
- Canada

Manitoba
Ontario
Québec
Saskatchewan
- France

Col Amic, Rimbach-près-Guebwiller, Vallée de la Lauch, Haut-Rhin, Alsace
Liauzun, Olloix, Puy-de-Dôme, Auvergne
Chaméane, Puy-de-Dôme 
Les Clausis, Saint-Véran, Hautes-Alpes, Provence-Alpes-Côte d'Azur

## Utilisation
- Minerai accessoire de sélénium.